# Episodi di The Pepsi-Cola Playhouse (seconda stagione)
La seconda stagione della serie televisiva The Pepsi-Cola Playhouse è andata in onda negli Stati Uniti dal 3 ottobre 1954 al 3 luglio 1955 sulla ABC.
| nº | Titolo originale                  | Prima TV USA     |
| -- | --------------------------------- | ---------------- |
| 1  | Sal                               | 3 ottobre 1954   |
| 2  | Gentlemen's Affair                | 10 ottobre 1954  |
| 3  | Death, the Hard Way               | 17 ottobre 1954  |
| 4  | I Went to Havana                  | 24 ottobre 1954  |
| 5  | The Affairs of Ann                | 31 ottobre 1954  |
| 6  | Death Rides a Wildcat             | 7 novembre 1954  |
| 7  | This Man for Hire                 | 14 novembre 1954 |
| 8  | The Colonel and His Son           | 21 novembre 1954 |
| 9  | Desert Reckoning                  | 28 novembre 1954 |
| 10 | Girl in Distress                  | 5 dicembre 1954  |
| 11 | The Woman on the Bus              | 12 dicembre 1954 |
| 12 | Santa's Old Suit                  | 19 dicembre 1954 |
| 13 | Lost Lullaby                      | 26 dicembre 1954 |
| 14 | Midnight Chimes                   | 2 gennaio 1955   |
| 15 | The Golden Flower                 | 9 gennaio 1955   |
| 16 | The Unblushing Bride              | 16 gennaio 1955  |
| 17 | The House on Judas Street         | 23 gennaio 1955  |
| 18 | Otto and the Coat                 | 30 gennaio 1955  |
| 19 | And Never Come Back               | 6 febbraio 1955  |
| 20 | Pals to the End                   | 13 febbraio 1955 |
| 21 | The Vanishing Suitor              | 20 gennaio 1955  |
| 22 | The Quiet Wife                    | 27 febbraio 1955 |
| 23 | Mr. Donald Takes a Risk           | 6 marzo 1955     |
| 24 | Wait for George                   | 13 marzo 1955    |
| 25 | A Husband Disappears              | 20 marzo 1955    |
| 26 | The Loner                         | 27 marzo 1955    |
| 27 | Passage Home                      | 3 aprile 1955    |
| 28 | Petersen's Eye                    | 10 aprile 1955   |
| 29 | The House Where Time Stopped      | 17 aprile 1955   |
| 30 | The Lady Challenges               | 24 aprile 1955   |
| 31 | The Longest Legs in Town          | 1º maggio 1955   |
| 32 | Stake My Life                     | 8 maggio 1955    |
| 33 | The Man Nobody Wanted             | 15 maggio 1955   |
| 34 | Australian Search                 | 21 maggio 1955   |
| 35 | The Boy with the Beautiful Mother | 29 maggio 1955   |
| 36 | The Boy and the Coach             | 5 giugno 1955    |
| 37 | Woman in the Mine                 | 12 giugno 1955   |
| 38 | I'll Be Waiting                   | 19 giugno 1955   |
| 39 | Nightingale                       | 26 giugno 1955   |
| 40 | I Love You, Trudy                 | 3 luglio 1955    |

## Sal
- Prima televisiva: 3 ottobre 1954

### Trama
- Interpreti: Charles Coburn

## Gentlemen's Affair
- Prima televisiva: 10 ottobre 1954

### Trama
- Interpreti: Jay Novello

## Death, the Hard Way
- Prima televisiva: 17 ottobre 1954

### Trama
- Interpreti:

## I Went to Havana
- Prima televisiva: 24 ottobre 1954

### Trama
- Interpreti: Jan Arvan (tenente Alameda), John Beradino (croupier), Kem Dibbs (Paul Torres), Dorothy Green (Francesca Torres), Elliott Reid (Henry Benson)

## The Affairs of Ann
- Prima televisiva: 31 ottobre 1954

### Trama
- Interpreti: Marguerite Chapman (Ann Scotland)

## Death Rides a Wildcat
- Prima televisiva: 7 novembre 1954

### Trama
- Interpreti: Whit Bissell (Bud), Alan Dexter (Arthur Beauman), Frank Gerstle (George Harper), Dorothy Green (Carmen Fuller), William Phipps (Jim Thorner)

## This Man for Hire
- Prima televisiva: 14 novembre 1954

### Trama
- Interpreti: Donald Curtis, Jack Kelly, Frank Wilcox, Jean Willes

## The Colonel and His Son
- Prima televisiva: 21 novembre 1954

### Trama
- Interpreti:

## Desert Reckoning
- Prima televisiva: 28 novembre 1954

### Trama
- Interpreti: Whitfield Connor (Larry), Ross Ford (Johnny), Jaclynne Greene (Ella)

## Girl in Distress
- Prima televisiva: 5 dicembre 1954

### Trama
- Interpreti: Russ Conway (Vince Fetter), Joanne Davis (Ellen Eaton), Paul Dubov (Al Drummond), Edith Evanson (Mrs. Meers), Nelson Leigh (Norman Kane), William Phipps (Donald Blackburn), Onslow Stevens (detective Meers), Ward Wood (Barney)

## The Woman on the Bus
- Prima televisiva: 12 dicembre 1954

### Trama
- Interpreti: Polly Bergen (se stessa  - presentatrice, Chick Chandler (Motley), Ross Elliott (Mark Blayne), Richard Eyer (Pete), Dorothy Green (Virginia), Onslow Stevens (Thompson), Linda Stirling (Helen Blayne)

## Santa's Old Suit
- Prima televisiva: 19 dicembre 1954

### Trama
- Interpreti: Andy Clyde, Jane Darwell

## Lost Lullaby
- Prima televisiva: 26 dicembre 1954

### Trama
- Interpreti:

## Midnight Chimes
- Prima televisiva: 2 gennaio 1955

### Trama
- Interpreti:

## The Golden Flower
- Prima televisiva: 9 gennaio 1955

### Trama
- Interpreti:

## The Unblushing Bride
- Prima televisiva: 16 gennaio 1955

### Trama
- Interpreti: Robert Clarke, Jo Davidson, Barbara Eiler, Ross Elliott

## The House on Judas Street
- Prima televisiva: 23 gennaio 1955

### Trama
- Interpreti: Jean Byron, Nora Marlowe, James McCallion

## Otto and the Coat
- Prima televisiva: 30 gennaio 1955

### Trama
- Interpreti: Hans Conried (Otto)

## And Never Come Back
- Prima televisiva: 6 febbraio 1955

### Trama
- Interpreti: Kasey Rogers (Sue Gardner), Eve Miller (Ann Temple), Christopher Dark (Ned Miller), Mimi Gibson (Kathy Gardner), Lyle Talbot (conducente del treno), Joel Fluellen (Train Porter)

## Pals to the End
- Prima televisiva: 13 febbraio 1955

### Trama
- Interpreti: Robert Armstrong, Brian Keith

## The Vanishing Suitor
- Prima televisiva: 20 gennaio 1955

### Trama
- Interpreti:

## The Quiet Wife
- Prima televisiva: 27 febbraio 1955

### Trama
- Interpreti: Tina Carver, John Howard, Archie Robbins, Eleanore Tanin, Pierre Watkin, Howard Wendell

## Mr. Donald Takes a Risk
- Prima televisiva: 6 marzo 1955

### Trama
- Interpreti: Mary Field, William Forrest, Milton Frome, Robert Hyatt, Arthur Space

## Wait for George
- Prima televisiva: 13 marzo 1955

### Trama
- Interpreti: Walter Baldwin (George), Frank Ferguson (dottor Bryce), Josephine Hutchinson (Lyddie Hampton), Norman Leavitt (Burt)

## A Husband Disappears
- Prima televisiva: 20 marzo 1955

### Trama
- Interpreti: Dorothy Adams (Hester), Sally Brophy (Ellen Tate), Alan Dexter (Arthur Dolman), Herbert Rudley (Man), Phil Tead (dottor Jennings)

## The Loner
- Prima televisiva: 27 marzo 1955

### Trama
- Interpreti: Anna Lee, Hayden Rorke, Peter J. Votrian

## Passage Home
- Prima televisiva: 3 aprile 1955

### Trama
- Interpreti: Brian Keith

## Petersen's Eye
- Prima televisiva: 10 aprile 1955

### Trama
- Interpreti: Robert Ellenstein (Pete), Herbert Patterson (Rutherford)

## The House Where Time Stopped
- Prima televisiva: 17 aprile 1955

### Trama
- Interpreti: Josephine Hutchinson, Ian Keith, Vera Miles

## The Lady Challenges
- Prima televisiva: 24 aprile 1955

### Trama
- Interpreti: Eve Miller (The Woman), Craig Stevens (The Man), Eleanore Tanin (The Friend)

## The Longest Legs in Town
- Prima televisiva: 1º maggio 1955

### Trama
- Interpreti: Frances Farwell, Mitzi McCall, Don McGowan

## Stake My Life
- Prima televisiva: 8 maggio 1955

### Trama
- Interpreti: Claude Akins (Carl), Lynn Bari (Linda), Hugh Beaumont (Jeff), Steven Geray (Martin)

## The Man Nobody Wanted
- Prima televisiva: 15 maggio 1955

### Trama
- Interpreti: Claude Akins (Saracki), Bruce Bennett (Peter Triton), Edward Colmans (Fillipo), Tom Drake (John Black), George Givot (Pruneda), William Haade (Hennessey), Barton MacLane (capitano Hansen)

## Australian Search
- Prima televisiva: 21 maggio 1955

### Trama
- Interpreti:

## The Boy with the Beautiful Mother
- Prima televisiva: 29 maggio 1955

### Trama
- Interpreti: Ross Bagdasarian (padre), Jean Byron (Teacher), Natalie Norwick (madre), Peter J. Votrian (Paul)

## The Boy and the Coach
- Prima televisiva: 5 giugno 1955

### Trama
- Interpreti: Elroy 'Crazylegs' Hirsch, Marian Carr, Eric Anderson, Sammy Ogg, James Millican, Norm Van Brocklin (se stesso), Paul 'Tank' Younger (se stesso), Stan West (se stesso), Tom Taylor, B.G. Norman, Bucko Stafford, Don Kent, Sandra White, Bruce Frichtl, Peter Roman

## Woman in the Mine
- Prima televisiva: 12 giugno 1955

### Trama
- Interpreti: Claude Akins (Pete Nemeck), Charles Bronson (Joe Krossen), Beverly Garland (Claire Walkowsky)

## I'll Be Waiting
- Prima televisiva: 19 giugno 1955

### Trama
- Interpreti: Ed Kemmer

## Nightingale
- Prima televisiva: 26 giugno 1955

### Trama
- Interpreti:

## I Love You, Trudy
- Prima televisiva: 3 luglio 1955

### Trama
- Interpreti: Karen Sharpe (Trudy)